# Casbia eccentritis
Casbia eccentritis är en fjärilsart som beskrevs av Edward Meyrick 1892. Casbia eccentritis ingår i släktet Casbia och familjen mätare. Inga underarter finns listade i Catalogue of Life.